# Interlands Guinees voetbalelftal 2010-2019
Deze pagina toont een chronologisch en gedetailleerd overzicht van de interlands die het Guinees voetbalelftal speelt en heeft gespeeld in de periode 2010 – 2019. In dit decennium nam Guinee vooralsnog deel aan twee edities van het Afrikaans kampioenschap voetbal (kwartfinaleplaats in 2015), maar wist het zich nog niet te plaatsen voor het wereldkampioenschap voetbal.

## Interlands

### 2010
|                                                                  |      |                                      |        |                                |
| 11 augustus Vriendschappelijk № 434 «onderlinge duels» 18:00 uur | Mali | 0 – 2                                | Guinee | Stade Saint-Exupéry, Marignane |
| 11 augustus Vriendschappelijk № 434 «onderlinge duels» 18:00 uur |      | 34' Kamil Zayatte 52' Kévin Constant |        | Stade Saint-Exupéry, Marignane |

|                                                                             |                 |       |                                                                              |                                                                                            |
| 5 september Kwalificatie AK 2012 Groep B № 435 «onderlinge duels» 15:00 uur | Ethiopië        | 1 – 4 | Guinee                                                                       | Addis Abebastadion, Addis Abeba Toeschouwers: 20.000 Scheidsrechter: Tabani Mnkanthi (ZIM) |
| 5 september Kwalificatie AK 2012 Groep B № 435 «onderlinge duels» 15:00 uur | Oumed Oukri 29' |       | 37' Ibrahima Yattara 45' Oumar Kalabane 61' Karamoko Cissé 75' Kamil Zayatte | Addis Abebastadion, Addis Abeba Toeschouwers: 20.000 Scheidsrechter: Tabani Mnkanthi (ZIM) |

|                                                                            |                   |       |         |                                                                                              |
| 10 oktober Kwalificatie AK 2012 Groep B № 436 «onderlinge duels» 17:30 uur | Guinee            | 1 – 0 | Nigeria | Stade du 28 Septembre, Conakry Toeschouwers: 25.000 Scheidsrechter: Bouchaïb El Ahrach (MAR) |
| 10 oktober Kwalificatie AK 2012 Groep B № 436 «onderlinge duels» 17:30 uur | Kévin Constant 5' |       |         | Stade du 28 Septembre, Conakry Toeschouwers: 25.000 Scheidsrechter: Bouchaïb El Ahrach (MAR) |

|                                                                  |                    |       |                                           |                                                         |
| 17 november Vriendschappelijk № 437 «onderlinge duels» 18:15 uur | Guinee             | 1 – 2 | Burkina Faso                              | Stade Michel Hidalgo, Saint-Gratien Toeschouwers: 1.500 |
| 17 november Vriendschappelijk № 437 «onderlinge duels» 18:15 uur | Karamoko Cissé 10' |       | 35' Jonathan Pitroipa 84' Wilfried Balima | Stade Michel Hidalgo, Saint-Gratien Toeschouwers: 1.500 |

### 2011
|                                                                 |                                                 |       |        |                                                        |
| 9 februari Vriendschappelijk № 438 «onderlinge duels» 16:00 uur | Senegal                                         | 3 – 0 | Guinee | Stade Léopold Sédar Senghor, Dakar Toeschouwers: 5.000 |
| 9 februari Vriendschappelijk № 438 «onderlinge duels» 16:00 uur | Papiss Cissé 19' Moussa Sow 60' Dame N'Doye 85' |       |        | Stade Léopold Sédar Senghor, Dakar Toeschouwers: 5.000 |

|                                                                          |                        |       |                 |                                                                                           |
| 26 maart Kwalificatie AK 2012 Groep B № 439 «onderlinge duels» 14:30 uur | Madagaskar             | 1 – 1 | Guinee          | Mahamasinastadion, Antananarivo Toeschouwers: 25.000 Scheidsrechter: Wilson Mpanisi (ZAM) |
| 26 maart Kwalificatie AK 2012 Groep B № 439 «onderlinge duels» 14:30 uur | Yvan Rajoarimanana 17' |       | 80' Mamadou Bah | Mahamasinastadion, Antananarivo Toeschouwers: 25.000 Scheidsrechter: Wilson Mpanisi (ZAM) |

|                                                                        |                                                                          |       |            |                                                                |
| 5 juni Kwalificatie AK 2012 Groep B № 440 «onderlinge duels» 17:30 uur | Guinee                                                                   | 4 – 1 | Madagaskar | Stade 28 Septembre, Conakry Scheidsrechter: Coffi Codjia (BEN) |
| 5 juni Kwalificatie AK 2012 Groep B № 440 «onderlinge duels» 17:30 uur | Oumar Kalabane 6' Ismaël Bangoura 17' Ibrahima Diallo 60' Bobo Baldé 62' |       | 24' Faed   | Stade 28 Septembre, Conakry Scheidsrechter: Coffi Codjia (BEN) |

|                                                                  |                      |       |                  |                                     |
| 10 augustus Vriendschappelijk № 441 «onderlinge duels» 16:40 uur | Gabon                | 1 – 1 | Guinee           | Stade Michel-Hidalgo, Saint-Gratien |
| 10 augustus Vriendschappelijk № 441 «onderlinge duels» 16:40 uur | Bruno Mbanangoyé 41' |       | 77' Sadio Diallo | Stade Michel-Hidalgo, Saint-Gratien |

|                                                                             |                |       |          |                                                                      |
| 4 september Kwalificatie AK 2012 Groep B № 442 «onderlinge duels» 17:45 uur | Guinee         | 1 – 0 | Ethiopië | Stade du 28 Septembre, Conakry Scheidsrechter: Kacem Bennaceur (TUN) |
| 4 september Kwalificatie AK 2012 Groep B № 442 «onderlinge duels» 17:45 uur | Bobo Baldé 32' |       |          | Stade du 28 Septembre, Conakry Scheidsrechter: Kacem Bennaceur (TUN) |

|                                                                  |                                                               |       |                            |                                                                                               |
| 6 september Vriendschappelijk № 443 «onderlinge duels» 20:00 uur | Venezuela                                                     | 2 – 1 | Guinee                     | Estadio Olímpico de la UCV, Caracas Toeschouwers: 14.000 Scheidsrechter: Henry Gambetta (PER) |
| 6 september Vriendschappelijk № 443 «onderlinge duels» 20:00 uur | Giancarlo Maldonado 25' (pen.) Giancarlo Maldonado 39' (pen.) |       | 79' (pen.) Ibrahima Camara | Estadio Olímpico de la UCV, Caracas Toeschouwers: 14.000 Scheidsrechter: Henry Gambetta (PER) |

|                                                                           |                                      |       |                                           |                                                                                     |
| 8 oktober Kwalificatie AK 2012 Groep B № 444 «onderlinge duels» 14:00 uur | Nigeria                              | 2 – 2 | Guinee                                    | Nationaal stadion, Abuja Toeschouwers: 25.000 Scheidsrechter: Noumandiez Doué (CIV) |
| 8 oktober Kwalificatie AK 2012 Groep B № 444 «onderlinge duels» 14:00 uur | Victor Obinna 64' Ikechukwu Uche 71' |       | 62' Ismaël Bangoura 90+5' Ismaël Bangoura | Nationaal stadion, Abuja Toeschouwers: 25.000 Scheidsrechter: Noumandiez Doué (CIV) |

|                                                                  |                             |       |                                                                                |                                     |
| 11 november Vriendschappelijk № 445 «onderlinge duels» 16:00 uur | Guinee                      | 1 – 4 | Senegal                                                                        | Stade Aimé Bergeal, Mantes-la-Ville |
| 11 november Vriendschappelijk № 445 «onderlinge duels» 16:00 uur | Pascal Feindouno 89' (pen.) |       | 12' Guirane N'Daw 26' Souleymane Camara 30' (pen.) Deme N'Diaye 71' Mame Diouf | Stade Aimé Bergeal, Mantes-la-Ville |

|                                                                  |                    |       |                |                                     |
| 15 november Vriendschappelijk № 446 «onderlinge duels» 17:00 uur | Guinee             | 1 – 1 | Burkina Faso   | Stade Henri Longuet, Viry-Châtillon |
| 15 november Vriendschappelijk № 446 «onderlinge duels» 17:00 uur | Ibrahima Conté 90' |       | 10' Yahia Kébé | Stade Henri Longuet, Viry-Châtillon |

### 2012
| Afrikaans kampioenschap voetbal 2012 |
| ------------------------------------ |

|                                                                               |                   |       |        |                                                                                          |
| 24 januari Afrikaans kampioenschap Groep D № 447 «onderlinge duels» 19:00 uur | Mali              | 1 – 0 | Guinee | Stade de Franceville, Franceville Toeschouwers: 10.000 Scheidsrechter: Slim Jedidi (TUN) |
| 24 januari Afrikaans kampioenschap Groep D № 447 «onderlinge duels» 19:00 uur | Bakaye Traoré 30' |       |        | Stade de Franceville, Franceville Toeschouwers: 10.000 Scheidsrechter: Slim Jedidi (TUN) |

|                                                                               |                            |       | |                                                                                                |
| 28 januari Afrikaans kampioenschap Groep D № 448 «onderlinge duels» 16:00 uur | Botswana                   | 1 – 6 | Guinee                                                                                                  | Stade de Franceville, Franceville Toeschouwers: 4.000 Scheidsrechter: Bouchaïb El Ahrach (MAR) |
| 28 januari Afrikaans kampioenschap Groep D № 448 «onderlinge duels» 16:00 uur | Dipsy Selolwane 23' (pen.) |       | 16' Sadio Diallo 27' Sadio Diallo 41' Abdoul Camara 45' Ibrahima Traoré 84' Mamadou Bah 86' Naby Soumah | Stade de Franceville, Franceville Toeschouwers: 4.000 Scheidsrechter: Bouchaïb El Ahrach (MAR) |

|                                                                               |                            |       |                     |                                                                                            |
| 1 februari Afrikaans kampioenschap Groep D № 449 «onderlinge duels» 18:00 uur | Ghana                      | 1 – 1 | Guinee              | Stade de Franceville, Franceville Toeschouwers: 5.500 Scheidsrechter: Daniel Bennett (RSA) |
| 1 februari Afrikaans kampioenschap Groep D № 449 «onderlinge duels» 18:00 uur | Emmanuel Agyemang-Badu 28' |       | 45+2' Abdoul Camara | Stade de Franceville, Franceville Toeschouwers: 5.500 Scheidsrechter: Daniel Bennett (RSA) |

|  |  |  |  |  |  |  |  |  |

|                                                                  |           |       |        |                                                                                                |
| 29 februari Vriendschappelijk № 450 «onderlinge duels» 18:00 uur | Ivoorkust | 0 – 0 | Guinee | Stade Félix Houphouët-Boigny, Abidjan Toeschouwers: 13.000 Scheidsrechter: Innocent Saba (BUR) |
| 29 februari Vriendschappelijk № 450 «onderlinge duels» 18:00 uur |           |       |        | Stade Félix Houphouët-Boigny, Abidjan Toeschouwers: 13.000 Scheidsrechter: Innocent Saba (BUR) |

|                                                             |                  |       |                                                                 |                                      |
| 26 mei Vriendschappelijk № 451 «onderlinge duels» 18:00 uur | Guinee           | 1 – 2 | Kameroen                                                        | Stade Armand Micheletti, Amanvillers |
| 26 mei Vriendschappelijk № 451 «onderlinge duels» 18:00 uur | Sadio Diallo 35' |       | 4' Eric Maxim Choupo-Moting 36' (pen.) Eric Maxim Choupo-Moting | Stade Armand Micheletti, Amanvillers |

|                                                                        |          |                     |        |                                                                                              |
| 3 juni Kwalificatie WK 2014 Groep G № 452 «onderlinge duels» 15:00 uur | Zimbabwe | 0 – 1               | Guinee | Nationaal stadion, Harare Toeschouwers: 30.000 Scheidsrechter: Rajindraparsad Seechurn (MRI) |
| 3 juni Kwalificatie WK 2014 Groep G № 452 «onderlinge duels» 15:00 uur |          | 27' Ibrahima Traoré |        | Nationaal stadion, Harare Toeschouwers: 30.000 Scheidsrechter: Rajindraparsad Seechurn (MRI) |

|                                                                         |                                                 |       |                                                                      |                                                                                       |
| 10 juni Kwalificatie WK 2014 Groep G № 453 «onderlinge duels» 17:00 uur | Guinee                                          | 2 – 3 | Egypte                                                               | Stade du 28 Septembre, Conakry Toeschouwers: 14.000 Scheidsrechter: Sidi Alioum (CMR) |
| 10 juni Kwalificatie WK 2014 Groep G № 453 «onderlinge duels» 17:00 uur | Abdoul Camara 20' (pen.) Alhassane Bangoura 88' |       | 58' Mohamed Abo Treka 66' (pen.) Mohamed Abo Treka 90' Mohamed Salah | Stade du 28 Septembre, Conakry Toeschouwers: 14.000 Scheidsrechter: Sidi Alioum (CMR) |

|                                                                  |                     |       |                                       |                                                                  |
| 15 augustus Vriendschappelijk № 454 «onderlinge duels» 22:00 uur | Marokko             | 1 – 2 | Guinee                                | Stade Moulay Abdallah, Rabat Scheidsrechter: Badara Diatta (SEN) |
| 15 augustus Vriendschappelijk № 454 «onderlinge duels» 22:00 uur | Yassine Salhi 90+1' |       | 12' Mamoudou Mara 25' Ismaël Bangoura | Stade Moulay Abdallah, Rabat Scheidsrechter: Badara Diatta (SEN) |

|                                                                                  |                     |       |       |                                                                     |
| 9 september Kwalificatie AK 2013 Tweede ronde № 455 «onderlinge duels» 18:00 uur | Guinee              | 1 – 0 | Niger | Stade du 28 Septembre, Conakry Scheidsrechter: Daniel Bennett (RSA) |
| 9 september Kwalificatie AK 2013 Tweede ronde № 455 «onderlinge duels» 18:00 uur | Mohamed Yattara 50' |       |       | Stade du 28 Septembre, Conakry Scheidsrechter: Daniel Bennett (RSA) |

|                                                                                 |                                           |       |        |                                                                           |
| 14 oktober Kwalificatie AK 2013 Tweede ronde № 456 «onderlinge duels» 16:00 uur | Niger                                     | 2 – 0 | Guinee | Stade General Seyni Kountche, Niamey Scheidsrechter: Bakary Gassama (GAM) |
| 14 oktober Kwalificatie AK 2013 Tweede ronde № 456 «onderlinge duels» 16:00 uur | Mohamed Chikoto 75' Boubacar Issoufou 85' |       |        | Stade General Seyni Kountche, Niamey Scheidsrechter: Bakary Gassama (GAM) |

### 2013
|                                                                 |               |       |                   |                                                                                            |
| 5 februari Vriendschappelijk № 457 «onderlinge duels» 18:00 uur | Senegal       | 1 – 1 | Guinee            | Stade Municipal Saint-Leu-la-Forêt, Saint-Leu-la-Forêt Scheidsrechter: Fredy Fautrel (FRA) |
| 5 februari Vriendschappelijk № 457 «onderlinge duels» 18:00 uur | Moussa Sow 8' |       | 23' Abdoul Camara | Stade Municipal Saint-Leu-la-Forêt, Saint-Leu-la-Forêt Scheidsrechter: Fredy Fautrel (FRA) |

|                                                                          |            |       |        |                                                                                        |
| 24 maart Kwalificatie WK 2014 Groep G № 458 «onderlinge duels» 14:00 uur | Mozambique | 0 – 0 | Guinee | Estádio do Zimpeto, Maputo Toeschouwers: 25.000 Scheidsrechter: Mohamed El Fadil (SUD) |
| 24 maart Kwalificatie WK 2014 Groep G № 458 «onderlinge duels» 14:00 uur |            |       |        | Estádio do Zimpeto, Maputo Toeschouwers: 25.000 Scheidsrechter: Mohamed El Fadil (SUD) |

|                                                                        | |       |                          |                                                                                       |
| 9 juni Kwalificatie WK 2014 Groep G № 459 «onderlinge duels» 18:00 uur | Guinee | 6 – 1 | Mozambique               | Stade du 28 Septembre, Conakry Toeschouwers: 14.000 Scheidsrechter: Kouame Ndri (CIV) |
| 9 juni Kwalificatie WK 2014 Groep G № 459 «onderlinge duels» 18:00 uur | Mohamed Yattara 16' Sadio Diallo 34' Sadio Diallo 45' (pen.) Ibrahima Traoré 74' Mohamed Diarra 80' Mohamed Yattara 90' |       | 44' (pen.) Elias Pelembe | Stade du 28 Septembre, Conakry Toeschouwers: 14.000 Scheidsrechter: Kouame Ndri (CIV) |

|                                                                         |                     |       |          |                                                                                               |
| 16 juni Kwalificatie WK 2014 Groep G № 460 «onderlinge duels» 18:00 uur | Guinee              | 1 – 0 | Zimbabwe | Stade du 28 Septembre, Conakry Toeschouwers: 14.000 Scheidsrechter: Hamada Nampiandraza (MAD) |
| 16 juni Kwalificatie WK 2014 Groep G № 460 «onderlinge duels» 18:00 uur | Mohamed Yattara 39' |       |          | Stade du 28 Septembre, Conakry Toeschouwers: 14.000 Scheidsrechter: Hamada Nampiandraza (MAD) |

|                                                                  |                                                          |       |        |                                                                   |
| 6 juli Kwalificatie CHAN 2014 № 461 «onderlinge duels» 18:00 uur | Mali                                                     | 3 – 1 | Guinee | Stade Modibo Kéïta, Bamako Scheidsrechter: Juste Ephrem Zio (BUR) |
| 6 juli Kwalificatie CHAN 2014 № 461 «onderlinge duels» 18:00 uur | Moussa Koné 22' Mahamadou Doumbia 68' Idrissa Traoré 73' |       |        | Stade Modibo Kéïta, Bamako Scheidsrechter: Juste Ephrem Zio (BUR) |

|                                                                   |                     |       |      |                                                                        |
| 28 juli Kwalificatie CHAN 2014 № 462 «onderlinge duels» 16:30 uur | Guinee              | 1 – 0 | Mali | Stade du 28 Septembre, Conakry Scheidsrechter: Mehdi Abid Charef (ALG) |
| 28 juli Kwalificatie CHAN 2014 № 462 «onderlinge duels» 16:30 uur | Ibrahima Camara 62' |       |      | Stade du 28 Septembre, Conakry Scheidsrechter: Mehdi Abid Charef (ALG) |

|                                                                  |                                             |       |                                 |                                                                                              |
| 14 augustus Vriendschappelijk № 463 «onderlinge duels» 20:30 uur | Algerije                                    | 2 – 2 | Guinee                          | Stade Mustapha Tchaker, Blida Toeschouwers: 30.000 Scheidsrechter: Lemghaifry Ould Ali (MTN) |
| 14 augustus Vriendschappelijk № 463 «onderlinge duels» 20:30 uur | Adlène Guédioura 11' Abdelmoumen Djabou 23' |       | 56' Salim Cissé 61' Salim Cissé | Stade Mustapha Tchaker, Blida Toeschouwers: 30.000 Scheidsrechter: Lemghaifry Ould Ali (MTN) |

|                                                                              |                                                                              |       |                                           |                                                                                     |
| 10 september Kwalificatie WK 2014 Groep G № 464 «onderlinge duels» 16:00 uur | Egypte                                                                       | 4 – 2 | Guinee                                    | El Gounastadion, El Gouna Toeschouwers: 15.000 Scheidsrechter: Bamlak Tessema (ETH) |
| 10 september Kwalificatie WK 2014 Groep G № 464 «onderlinge duels» 16:00 uur | Hossam Ghaly 38' Mohamed Abo Treka 51' (pen.) Mohamed Salah 83' Amr Zaki 87' |       | 4' (e.d.) Adam El-Abd 57' Seydouba Soumah | El Gounastadion, El Gouna Toeschouwers: 15.000 Scheidsrechter: Bamlak Tessema (ETH) |

### 2014
|                                                              |                         |       |                                        |                                                                                        |
| 5 maart Vriendschappelijk № 465 «onderlinge duels» 17:30 uur | Iran                    | 1 – 2 | Guinee                                 | Azadistadion, Teheran Toeschouwers: 3.000 Scheidsrechter: Mohammad Reza Akbarian (IRN) |
| 5 maart Vriendschappelijk № 465 «onderlinge duels» 17:30 uur | Reza Ghoochannejhad 55' |       | 34' Kévin Constant 37' Ibrahima Traoré | Azadistadion, Teheran Toeschouwers: 3.000 Scheidsrechter: Mohammad Reza Akbarian (IRN) |

|                                                             |                |       |                                           |                                                                            |
| 25 mei Vriendschappelijk № 466 «onderlinge duels» 17:00 uur | Mali           | 1 – 2 | Guinee                                    | Stade Olympique Yves-du-Manoir, Parijs Scheidsrechter: Benoît Millot (FRA) |
| 25 mei Vriendschappelijk № 466 «onderlinge duels» 17:00 uur | Bakary Sako 8' |       | 28' Guy Landel 70' (pen.) Mohamed Yattara | Stade Olympique Yves-du-Manoir, Parijs Scheidsrechter: Benoît Millot (FRA) |

|                                                                             |                                              |       |                    |                                                                   |
| 5 september Kwalificatie AK 2015 Groep E № 467 «onderlinge duels» 20:00 uur | Guinee                                       | 2 – 1 | Togo               | Stade Mohamed V, Casablanca Scheidsrechter: Rédouande Jiyed (MAR) |
| 5 september Kwalificatie AK 2015 Groep E № 467 «onderlinge duels» 20:00 uur | Seydouba Soumah 11' (pen.) Idrissa Sylla 44' |       | 56' Jonathan Ayité | Stade Mohamed V, Casablanca Scheidsrechter: Rédouande Jiyed (MAR) |

|                                                                              |                                       |       |        |                                                                     |
| 10 september Kwalificatie AK 2015 Groep E № 468 «onderlinge duels» 19:30 uur | Oeganda                               | 2 – 0 | Guinee | Nelson Mandelastadion, Kampala Scheidsrechter: Bamlak Tessema (ETH) |
| 10 september Kwalificatie AK 2015 Groep E № 468 «onderlinge duels» 19:30 uur | Geoffrey Massa 21' Geoffrey Massa 43' |       |        | Nelson Mandelastadion, Kampala Scheidsrechter: Bamlak Tessema (ETH) |

|                                                                            |                     |       |                  |                                                                  |
| 11 oktober Kwalificatie AK 2015 Groep E № 469 «onderlinge duels» 20:00 uur | Guinee              | 1 – 1 | Ghana            | Stade Mohammed V, Casablanca Scheidsrechter: Mohamed Ragab (LBY) |
| 11 oktober Kwalificatie AK 2015 Groep E № 469 «onderlinge duels» 20:00 uur | Ibrahima Traoré 81' |       | 27' Asamoah Gyan | Stade Mohammed V, Casablanca Scheidsrechter: Mohamed Ragab (LBY) |

|                                                                            |                                                                     |       |                     |                                                             |
| 15 oktober Kwalificatie AK 2015 Groep E № 470 «onderlinge duels» 17:00 uur | Ghana                                                               | 3 – 1 | Guinee              | Tamalestadion, Tamale Scheidsrechter: Bernard Camille (SEY) |
| 15 oktober Kwalificatie AK 2015 Groep E № 470 «onderlinge duels» 17:00 uur | Asamoah Gyan 14' André Ayew 57' (pen.) Emmanuel Agyemang-Badu 90+6' |       | 34' Mohamed Yattara | Tamalestadion, Tamale Scheidsrechter: Bernard Camille (SEY) |

|                                                                             |                       |       |                                                                               |                                                        |
| 15 november Kwalificatie AK 2015 Groep E № 471 «onderlinge duels» 15:30 uur | Togo                  | 1 – 4 | Guinee                                                                        | Stade de Kégué, Lomé Scheidsrechter: Slim Jedidi (TUN) |
| 15 november Kwalificatie AK 2015 Groep E № 471 «onderlinge duels» 15:30 uur | Emmanuel Adebayor 69' |       | 17' Idrissa Sylla 39' Seydouba Soumah 60' Seydouba Soumah 66' Seydouba Soumah | Stade de Kégué, Lomé Scheidsrechter: Slim Jedidi (TUN) |

|                                                                             |                                                |       |         |                                                                    |
| 19 november Kwalificatie AK 2015 Groep E № 472 «onderlinge duels» 16:00 uur | Guinee                                         | 2 – 0 | Oeganda | Stade Mohammed V, Casablanca Scheidsrechter: Malang Diedhiou (SEN) |
| 19 november Kwalificatie AK 2015 Groep E № 472 «onderlinge duels» 16:00 uur | Ibrahima Traoré 23' Seydouba Soumah 61' (pen.) |       |         | Stade Mohammed V, Casablanca Scheidsrechter: Malang Diedhiou (SEN) |

### 2015
|                                                                 |                                                                                     |       |                                              |                                                                                                |
| 13 januari Vriendschappelijk № 473 «onderlinge duels» 14:30 uur | Senegal                                                                             | 5 – 2 | Guinee                                       | Complexe Mohamed-Benjelloun, Casablanca Toeschouwers: 200 Scheidsrechter: Mounir Mabrouk (MAR) |
| 13 januari Vriendschappelijk № 473 «onderlinge duels» 14:30 uur | Dame N'Doye 30' Dame N'Doye 45' Serigne Mbodj 57' Pape Souaré 72' Moussa Konaté 81' |       | 75' (pen.) Kévin Constant 90' Ibrahima Conté | Complexe Mohamed-Benjelloun, Casablanca Toeschouwers: 200 Scheidsrechter: Mounir Mabrouk (MAR) |

| Afrikaans kampioenschap voetbal 2015 |
| ------------------------------------ |

|                                                                               |                    |       |                     |                                                                                              |
| 20 januari Afrikaans kampioenschap Groep D № 474 «onderlinge duels» 17:00 uur | Ivoorkust          | 1 – 1 | Guinee              | Nuevo Estadio de Malabo, Malabo Toeschouwers: 14.875 Scheidsrechter: Mehdi Abid Charef (ALG) |
| 20 januari Afrikaans kampioenschap Groep D № 474 «onderlinge duels» 17:00 uur | Seydou Doumbia 72' |       | 36' Mohamed Yattara | Nuevo Estadio de Malabo, Malabo Toeschouwers: 14.875 Scheidsrechter: Mehdi Abid Charef (ALG) |

|                                                                               |                        |       |                     |                                                                                           |
| 24 januari Afrikaans kampioenschap Groep D № 475 «onderlinge duels» 19:00 uur | Kameroen               | 1 – 1 | Guinee              | Nuevo Estadio de Malabo, Malabo Toeschouwers: 15.000 Scheidsrechter: Bamlak Tessema (ETH) |
| 24 januari Afrikaans kampioenschap Groep D № 475 «onderlinge duels» 19:00 uur | Benjamin Moukandjo 13' |       | 42' Ibrahima Traoré | Nuevo Estadio de Malabo, Malabo Toeschouwers: 15.000 Scheidsrechter: Bamlak Tessema (ETH) |

|                                                                               |                           |       |                  |                                                                                           |
| 28 januari Afrikaans kampioenschap Groep D № 476 «onderlinge duels» 18:00 uur | Guinee                    | 1 – 1 | Mali             | Estadio de Mongomo, Mongomo Toeschouwers: 13.470 Scheidsrechter: Mohamed Said Kordi (TUN) |
| 28 januari Afrikaans kampioenschap Groep D № 476 «onderlinge duels» 18:00 uur | Kévin Constant 14' (pen.) |       | 47' Modibo Maïga | Estadio de Mongomo, Mongomo Toeschouwers: 13.470 Scheidsrechter: Mohamed Said Kordi (TUN) |

|                                                                                   |                                                       |       |        |                                                                                          |
| 1 februari Afrikaans kampioenschap Kwartfinale № 477 «onderlinge duels» 17:00 uur | Ghana                                                 | 3 – 0 | Guinee | Nuevo Estadio de Malabo, Malabo Toeschouwers: 14.500 Scheidsrechter: Janny Sikazwe (ZAM) |
| 1 februari Afrikaans kampioenschap Kwartfinale № 477 «onderlinge duels» 17:00 uur | Christian Atsu 4' Kwesi Appiah 44' Christian Atsu 61' |       |        | Nuevo Estadio de Malabo, Malabo Toeschouwers: 14.500 Scheidsrechter: Janny Sikazwe (ZAM) |

|  |  |  |  |  |  |  |  |  |

|                                                             |                     |       |                                              |                                                        |
| 6 juni Vriendschappelijk № 478 «onderlinge duels» 17:00 uur | Guinee              | 1 – 2 | Tsjaad                                       | Stade Municipal Saint-Leu-la-Forêt, Saint-Leu-la-Forêt |
| 6 juni Vriendschappelijk № 478 «onderlinge duels» 17:00 uur | Abdoulayé Cissé 75' |       | 50' Ezechiel N'Douassel 55' Léger Djimrangar | Stade Municipal Saint-Leu-la-Forêt, Saint-Leu-la-Forêt |

|                                                                         |                     |       |                                     |                                                                                    |
| 12 juni Kwalificatie AK 2017 Groep L № 479 «onderlinge duels» 19:00 uur | Guinee              | 1 – 2 | Swaziland                           | Stade Mohamed V, Casablanca Toeschouwers: 1.000 Scheidsrechter: Manuel Timas (CPV) |
| 12 juni Kwalificatie AK 2017 Groep L № 479 «onderlinge duels» 19:00 uur | François Kamano 67' |       | 11' Tony Tsabedze 83' Tony Tsabedze | Stade Mohamed V, Casablanca Toeschouwers: 1.000 Scheidsrechter: Manuel Timas (CPV) |

|                                                                   |                                                       |       |                  |                                                            |
| 22 juni Kwalificatie CHAN 2016 № 480 «onderlinge duels» 18:00 uur | Guinee                                                | 3 – 1 | Liberia          | Stade du 26 mars, Bamako Scheidsrechter: Kokou Fagla (TOG) |
| 22 juni Kwalificatie CHAN 2016 № 480 «onderlinge duels» 18:00 uur | Sékou Camara 8' Sékou Camara 38' Ibrahima Sankhon 62' |       | 57' Allison Dweh | Stade du 26 mars, Bamako Scheidsrechter: Kokou Fagla (TOG) |

|                                                                  |                         |       |                   |                                                                        |
| 5 juli Kwalificatie CHAN 2016 № 481 «onderlinge duels» 16:00 uur | Liberia                 | 1 – 1 | Guinee            | Antoinette Tubmanstadion, Monrovia Scheidsrechter: Raymond Coker (SLE) |
| 5 juli Kwalificatie CHAN 2016 № 481 «onderlinge duels» 16:00 uur | Vitalis Sieh 35' (pen.) |       | 58' Alsény Camara | Antoinette Tubmanstadion, Monrovia Scheidsrechter: Raymond Coker (SLE) |

|                                                                             |                      |       |                  |                                                               |
| 6 september Kwalificatie AK 2017 Groep L № 482 «onderlinge duels» 15:00 uur | Zimbabwe             | 1 – 1 | Guinee           | Rufarostadion, Harare Scheidsrechter: Lekgotla Johannes (BOT) |
| 6 september Kwalificatie AK 2017 Groep L № 482 «onderlinge duels» 15:00 uur | Knowledge Musona 40' |       | 1' Idrissa Sylla | Rufarostadion, Harare Scheidsrechter: Lekgotla Johannes (BOT) |

|                                                                |                  |       |                                           |                                                                                              |
| 9 oktober Vriendschappelijk № 483 «onderlinge duels» 18:00 uur | Algerije         | 1 – 2 | Guinee                                    | Stade du 5 Juillet 1962, Algiers Toeschouwers: 30.000 Scheidsrechter: Mohamed El Fadil (SUD) |
| 9 oktober Vriendschappelijk № 483 «onderlinge duels» 18:00 uur | Islam Slimani 2' |       | 16' Ibrahim Bangoura 39' Ibrahim Bangoura | Stade du 5 Juillet 1962, Algiers Toeschouwers: 30.000 Scheidsrechter: Mohamed El Fadil (SUD) |

|                                                                 |                      |       |                     |                                                                                 |
| 12 oktober Vriendschappelijk № 484 «onderlinge duels» 19:00 uur | Marokko              | 1 – 1 | Guinee              | Stade Adrar, Agadir Toeschouwers: 10.000 Scheidsrechter: Maguette N'Diaye (SEN) |
| 12 oktober Vriendschappelijk № 484 «onderlinge duels» 19:00 uur | Omar El Kaddouri 23' |       | 21' Mohamed Yattara | Stade Adrar, Agadir Toeschouwers: 10.000 Scheidsrechter: Maguette N'Diaye (SEN) |

|                                                                      |                                         |       |         |                                                              |
| 17 oktober Kwalificatie CHAN 2016 № 485 «onderlinge duels» 18:00 uur | Guinee                                  | 2 – 0 | Senegal | Stade du 26 mars, Bamako Scheidsrechter: Denis Dembélé (CIV) |
| 17 oktober Kwalificatie CHAN 2016 № 485 «onderlinge duels» 18:00 uur | Aboubacar Sylla 12' Aboubacar Sylla 24' |       |         | Stade du 26 mars, Bamako Scheidsrechter: Denis Dembélé (CIV) |

|                                                                      |                                                     |       |                       |                                                            |
| 24 oktober Kwalificatie CHAN 2016 № 486 «onderlinge duels» 17:00 uur | Senegal                                             | 3 – 1 | Guinee                | Stade Demba Diop, Dakar Scheidsrechter: Hicham Tiazi (MAR) |
| 24 oktober Kwalificatie CHAN 2016 № 486 «onderlinge duels» 17:00 uur | Sylvain Badji 14' Ibrahima Keita 84' Alioune Bâ 90' |       | 3' Aboubacar Bangoura | Stade Demba Diop, Dakar Scheidsrechter: Hicham Tiazi (MAR) |

|                                                                                  |         |                |        |                                                                                       |
| 12 november Kwalificatie WK 2018 Tweede ronde № 487 «onderlinge duels» 15:00 uur | Namibië | 0 – 1          | Guinee | Sam Nujomastadion, Windhoek Toeschouwers: 2.000 Scheidsrechter: Rédouande Jiyed (MAR) |
| 12 november Kwalificatie WK 2018 Tweede ronde № 487 «onderlinge duels» 15:00 uur |         | 27' Naby Keïta |        | Sam Nujomastadion, Windhoek Toeschouwers: 2.000 Scheidsrechter: Rédouande Jiyed (MAR) |

|                                                                                  |                                  |       |         |                                                                                      |
| 15 november Kwalificatie WK 2018 Tweede ronde № 488 «onderlinge duels» 19:00 uur | Guinee                           | 2 – 0 | Namibië | Stade Mohamed V, Casablanca Toeschouwers: 1.000 Scheidsrechter: Bienvenu Sinko (CIV) |
| 15 november Kwalificatie WK 2018 Tweede ronde № 488 «onderlinge duels» 19:00 uur | Idrissa Sylla 43' Naby Keïta 79' |       |         | Stade Mohamed V, Casablanca Toeschouwers: 1.000 Scheidsrechter: Bienvenu Sinko (CIV) |

### 2016
| African Championship of Nations 2016 |
| ------------------------------------ |

|                                                                                       |                                     |       |                                     |                                                                                    |
| 18 januari African Championship of Nations Groep C № 489 «onderlinge duels» 14:00 uur | Tunesië                             | 2 – 2 | Guinee                              | Nyamirambostadion, Kigali Toeschouwers: 7.000 Scheidsrechter: Daniel Bennett (RSA) |
| 18 januari African Championship of Nations Groep C № 489 «onderlinge duels» 14:00 uur | Ahmed Akaïchi 33' Ahmed Akaïchi 51' |       | 40' Alsény Camara 83' Alsény Camara | Nyamirambostadion, Kigali Toeschouwers: 7.000 Scheidsrechter: Daniel Bennett (RSA) |

|                                                                                       |                                 |       |                                            |                                                                                        |
| 22 januari African Championship of Nations Groep C № 490 «onderlinge duels» 17:00 uur | Niger                           | 2 – 2 | Guinee                                     | Nyamirambostadion, Kigali Toeschouwers: 7.000 Scheidsrechter: Thierry Nkurunziza (BDI) |
| 22 januari African Championship of Nations Groep C № 490 «onderlinge duels» 17:00 uur | Moussa Issa 36' Adamou Issa 50' |       | 37' Aboubacar Sylla 79' Aboubacar Bangoura | Nyamirambostadion, Kigali Toeschouwers: 7.000 Scheidsrechter: Thierry Nkurunziza (BDI) |

|                                                                                       |                      |       |         |                                                                                          |
| 26 januari African Championship of Nations Groep C № 491 «onderlinge duels» 15:00 uur | Guinee               | 1 – 0 | Nigeria | Umugandastadion, Gisenyi Toeschouwers: 5.000 Scheidsrechter: Noureddine El Jaafari (MAR) |
| 26 januari African Championship of Nations Groep C № 491 «onderlinge duels» 15:00 uur | Ibrahima Sankhon 45' |       |         | Umugandastadion, Gisenyi Toeschouwers: 5.000 Scheidsrechter: Noureddine El Jaafari (MAR) |

|                                                                                           | |              | |                                                               |
| 31 januari African Championship of Nations Kwartfinale № 492 «onderlinge duels» 15:00 uur | Zambia                                                                                              | 0 – 0 (n.v.) | Guinee | Umugandastadion, Gisenyi Scheidsrechter: Bamlak Tessema (ETH) |
| 31 januari African Championship of Nations Kwartfinale № 492 «onderlinge duels» 15:00 uur | |              | | Umugandastadion, Gisenyi Scheidsrechter: Bamlak Tessema (ETH) |
| 31 januari African Championship of Nations Kwartfinale № 492 «onderlinge duels» 15:00 uur | Strafschoppen                                                                                       |              | | Umugandastadion, Gisenyi Scheidsrechter: Bamlak Tessema (ETH) |
| 31 januari African Championship of Nations Kwartfinale № 492 «onderlinge duels» 15:00 uur | Chris Katongo Buchizya Mfune Spencer Sautu Stephen Kabamba Clatous Chama Adrian Chama Daudi Musekwa | 4 – 5        | Ibrahima Bangoura Ibrahima Sankhon Mohamed Thiam Mohamed Youla Issiaga Camara Ibrahima Soumah Abdul Keita | Umugandastadion, Gisenyi Scheidsrechter: Bamlak Tessema (ETH) |

|                                                                                            |                                                                                                  |              | |                                                                                 |
| 3 februari African Championship of Nations Halve finale № 493 «onderlinge duels» 16:00 uur | Congo-Kinshasa                                                                                   | 1 – 1 (n.v.) | Guinee | Amahorostadion, Kigali Toeschouwers: 18.000 Scheidsrechter: Davies Omweno (KEN) |
| 3 februari African Championship of Nations Halve finale № 493 «onderlinge duels» 16:00 uur | Jonathan Bolingi 102'                                                                            |              | 120' Ibrahima Sankhon                                                                                            | Amahorostadion, Kigali Toeschouwers: 18.000 Scheidsrechter: Davies Omweno (KEN) |
| 3 februari African Championship of Nations Halve finale № 493 «onderlinge duels» 16:00 uur | Strafschoppen                                                                                    |              | | Amahorostadion, Kigali Toeschouwers: 18.000 Scheidsrechter: Davies Omweno (KEN) |
| 3 februari African Championship of Nations Halve finale № 493 «onderlinge duels» 16:00 uur | Joël Kimwaki Ricky Tulengi Michée Mika Jonathan Bolingi Joyce Lomalisa Doxa Gikanzi Meschak Eila | 5 – 4        | Ibrahima Bangoura Ibrahima Sankhon Aboubacar Camara Mohamed Thiam Aboubacar Bangoura Daouda Camara Mohamed Youla | Amahorostadion, Kigali Toeschouwers: 18.000 Scheidsrechter: Davies Omweno (KEN) |

|                                                                                            |                   |       |                                                   |                                                                                  |
| 7 februari African Championship of Nations Troostfinale № 494 «onderlinge duels» 12:00 uur | Guinee            | 1 – 2 | Ivoorkust                                         | Amahorostadion, Kigali Toeschouwers: 22.000 Scheidsrechter: Hudu Munyemana (RWA) |
| 7 februari African Championship of Nations Troostfinale № 494 «onderlinge duels» 12:00 uur | Alsény Camara 86' |       | 32' (e.d.) Mohamed Youla 35' Badie Gbagnon Anicet | Amahorostadion, Kigali Toeschouwers: 22.000 Scheidsrechter: Hudu Munyemana (RWA) |

|  |  |  |  |  |  |  |  |  |

|                                                                          |        |       |        |                                                                   |
| 25 maart Kwalificatie AK 2017 Groep L № 495 «onderlinge duels» 17:00 uur | Guinee | 0 – 0 | Malawi | Stade du 28 Septembre, Conakry Scheidsrechter: Joshua Bondo (BOT) |
| 25 maart Kwalificatie AK 2017 Groep L № 495 «onderlinge duels» 17:00 uur |        |       |        | Stade du 28 Septembre, Conakry Scheidsrechter: Joshua Bondo (BOT) |

|                                                                          |                      |       |                                       |                                                                |
| 29 maart Kwalificatie AK 2017 Groep L № 496 «onderlinge duels» 14:30 uur | Malawi               | 1 – 2 | Guinee                                | Kamuzustadion, Blantyre Scheidsrechter: Parmendra Nunkoo (MRI) |
| 29 maart Kwalificatie AK 2017 Groep L № 496 «onderlinge duels» 14:30 uur | Chiukepo Msowoya 31' |       | 48' Mohamed Yattara 60' Idrissa Sylla | Kamuzustadion, Blantyre Scheidsrechter: Parmendra Nunkoo (MRI) |

|                                                                        |                     |       |        |                                                              |
| 5 juni Kwalificatie AK 2017 Groep L № 497 «onderlinge duels» 15:00 uur | Swaziland           | 1 – 0 | Guinee | Somhlolostadion, Lobamba Scheidsrechter: Janny Sikazwe (ZAM) |
| 5 juni Kwalificatie AK 2017 Groep L № 497 «onderlinge duels» 15:00 uur | Sabelo Ndzinisa 46' |       |        | Somhlolostadion, Lobamba Scheidsrechter: Janny Sikazwe (ZAM) |

|                                                                  |                    |       |                        |                                                                                        |
| 30 augustus Vriendschappelijk № 498 «onderlinge duels» 20:30 uur | Egypte             | 1 – 1 | Guinee                 | Borg El Arabstadion, Alexandrië Toeschouwers: 5.000 Scheidsrechter: Gehad Grisha (EGY) |
| 30 augustus Vriendschappelijk № 498 «onderlinge duels» 20:30 uur | Mahmoud Hassan 36' |       | 68' Alhassane Bangoura | Borg El Arabstadion, Alexandrië Toeschouwers: 5.000 Scheidsrechter: Gehad Grisha (EGY) |

|                                                                             |                |       |          |                                                                   |
| 4 september Kwalificatie AK 2017 Groep L № 499 «onderlinge duels» 18:00 uur | Guinee         | 1 – 0 | Zimbabwe | Stade du 28 Septembre, Conakry Scheidsrechter: Mohamed Omar (LBY) |
| 4 september Kwalificatie AK 2017 Groep L № 499 «onderlinge duels» 18:00 uur | Guy Landel 15' |       |          | Stade du 28 Septembre, Conakry Scheidsrechter: Mohamed Omar (LBY) |

|                                                                           |                                       |       |        |                                                                                                   |
| 9 oktober Kwalificatie WK 2018 Groep A № 500 «onderlinge duels» 18:00 uur | Tunesië                               | 2 – 0 | Guinee | Mustapha Ben Jannetstadion, Monastir Toeschouwers: 9.000 Scheidsrechter: Thierry Nkurunziza (BDI) |
| 9 oktober Kwalificatie WK 2018 Groep A № 500 «onderlinge duels» 18:00 uur | Aymen Abdennour 63' Ahmed Akaïchi 80' |       |        | Mustapha Ben Jannetstadion, Monastir Toeschouwers: 9.000 Scheidsrechter: Thierry Nkurunziza (BDI) |

|                                                                             |                            |       |                                         |                                                                  |
| 13 november Kwalificatie WK 2018 Groep A № 501 «onderlinge duels» 17:30 uur | Guinee                     | 1 – 2 | Congo-Kinshasa                          | Stade du 28 Septembre, Conakry Scheidsrechter: Sidi Alioum (CMR) |
| 13 november Kwalificatie WK 2018 Groep A № 501 «onderlinge duels» 17:30 uur | Seydouba Soumah 23' (pen.) |       | 54' Neeskens Kebano 56' Yannick Bolasie | Stade du 28 Septembre, Conakry Scheidsrechter: Sidi Alioum (CMR) |

### 2017
|                                                               |                                       |       |                                   |                                                                                  |
| 24 maart Vriendschappelijk № 502 «onderlinge duels» 19:00 uur | Guinee                                | 2 – 2 | Gabon                             | Stade Océane, Le Havre Toeschouwers: 3.000 Scheidsrechter: Frank Schneider (FRA) |
| 24 maart Vriendschappelijk № 502 «onderlinge duels» 19:00 uur | François Kamano 33' Issiaga Sylla 87' |       | 44' Denis Bouanga 89' Henri Ndong | Stade Océane, Le Havre Toeschouwers: 3.000 Scheidsrechter: Frank Schneider (FRA) |

|                                                               |                      |       |                                          |                                                                                           |
| 28 maart Vriendschappelijk № 503 «onderlinge duels» 19:00 uur | Kameroen             | 1 – 2 | Guinee                                   | Edmond Machtensstadion, Brussel Toeschouwers: 3.500 Scheidsrechter: Jonathan Lardot (BEL) |
| 28 maart Vriendschappelijk № 503 «onderlinge duels» 19:00 uur | Karl Toko Ekambi 31' |       | 21' Aboubacar Camara 45' François Kamano | Edmond Machtensstadion, Brussel Toeschouwers: 3.500 Scheidsrechter: Jonathan Lardot (BEL) |

|                                                             |                                       |       |                      |                                                                                         |
| 6 juni Vriendschappelijk № 504 «onderlinge duels» 22:00 uur | Algerije                              | 2 – 1 | Guinee               | Stade Mustapha Tchaker, Blida Toeschouwers: 10.000 Scheidsrechter: Slim Belkhouas (TUN) |
| 6 juni Vriendschappelijk № 504 «onderlinge duels» 22:00 uur | Sofiane Hanni 38' El Arbi Soudani 79' |       | 59' Aboubacar Camara | Stade Mustapha Tchaker, Blida Toeschouwers: 10.000 Scheidsrechter: Slim Belkhouas (TUN) |

|                                                                         |                                       |       |                                                     |                                                           |
| 10 juni Kwalificatie AK 2019 Groep H № 505 «onderlinge duels» 18:00 uur | Ivoorkust                             | 2 – 3 | Guinee                                              | Stade Bouaké, Bouaké Scheidsrechter: Hélder Martins (ANG) |
| 10 juni Kwalificatie AK 2019 Groep H № 505 «onderlinge duels» 18:00 uur | Seydou Doumbia 14' Seydou Doumbia 61' |       | 31' Sadio Diallo 65' François Kamano 78' Naby Keïta | Stade Bouaké, Bouaké Scheidsrechter: Hélder Martins (ANG) |

|                                                                   |               |       |                                                                                     |                                                                   |
| 15 juli Kwalificatie CHAN 2018 № 506 «onderlinge duels» 16:00 uur | Guinee-Bissau | 1 – 3 | Guinee                                                                              | Estádio 24 de Setembro, Bissau Scheidsrechter: Maudo Jallow (GAM) |
| 15 juli Kwalificatie CHAN 2018 № 506 «onderlinge duels» 16:00 uur | Juca 68'      |       | 57' Seydouba Bissiri Camara 75' Mohamed Sorel Camara 77' (pen.) Sékou Amadou Camara | Estádio 24 de Setembro, Bissau Scheidsrechter: Maudo Jallow (GAM) |

|                                                                   | |       |               |                                                                    |
| 22 juli Kwalificatie CHAN 2018 № 507 «onderlinge duels» 16:30 uur | Guinee | 7 – 0 | Guinee-Bissau | Stade du 28 Septembre, Conakry Scheidsrechter: George Rogers (LBR) |
| 22 juli Kwalificatie CHAN 2018 № 507 «onderlinge duels» 16:30 uur | Sékou Amadou Camara 37' Mohamed N'Diaye 40' Ibrahima Sory Sankon 58' Sékou Amadou Camara 67' Sékou Amadou Camara 79' Mamady Diawara 83' Sékou Amadou Camara 90' |       |               | Stade du 28 Septembre, Conakry Scheidsrechter: George Rogers (LBR) |

|                                                                       |                                                                |       |                          |                                                            |
| 15 augustus Kwalificatie CHAN 2018 № 508 «onderlinge duels» 17:00 uur | Senegal                                                        | 3 – 1 | Guinee                   | Stade Al Djigo, Dakar Scheidsrechter: Ferdinand Udoh (NGR) |
| 15 augustus Kwalificatie CHAN 2018 № 508 «onderlinge duels» 17:00 uur | Amadou Dia N'Diaye 14' Amadou Dia N'Diaye 70' Assane Mbodj 83' |       | 67' Mohamed Sorel Camara | Stade Al Djigo, Dakar Scheidsrechter: Ferdinand Udoh (NGR) |

|                                                                       |                                                                                              |       |         |                                                                      |
| 22 augustus Kwalificatie CHAN 2018 № 509 «onderlinge duels» 16:30 uur | Guinee                                                                                       | 5 – 0 | Senegal | Stade du 28 Septembre, Conakry Scheidsrechter: Mahamadou Keita (MLI) |
| 22 augustus Kwalificatie CHAN 2018 № 509 «onderlinge duels» 16:30 uur | Sékou Amadou Camara 9' Mohamed N'Diaye 31' Ibrahima Sory Sankhon 45' Sékou Amadou Camara 77' |       |         | Stade du 28 Septembre, Conakry Scheidsrechter: Mahamadou Keita (MLI) |

|                                                                             |                                                       |       |                                    |                                                                                                 |
| 31 augustus Kwalificatie WK 2018 Groep A № 510 «onderlinge duels» 17:00 uur | Guinee                                                | 3 – 2 | Libië                              | Stade du 28 Septembre, Conakry Toeschouwers: 13.750 Scheidsrechter: Souleiman Ahmed Djama (DJI) |
| 31 augustus Kwalificatie WK 2018 Groep A № 510 «onderlinge duels» 17:00 uur | Naby Keïta 7' Demba Camara 22' Alkhaly Bangoura 90+3' |       | 87' Motasem Sabbou 88' Akram Zuway | Stade du 28 Septembre, Conakry Toeschouwers: 13.750 Scheidsrechter: Souleiman Ahmed Djama (DJI) |

|                                                                             |                    |       |        |                                                                                              |
| 4 september Kwalificatie WK 2018 Groep A № 511 «onderlinge duels» 20:00 uur | Libië              | 1 – 0 | Guinee | Stade Mustapha Ben Jannet, Monastir Toeschouwers: 1.500 Scheidsrechter: Abou Coulibaly (CIV) |
| 4 september Kwalificatie WK 2018 Groep A № 511 «onderlinge duels» 20:00 uur | Hamdou Elhouni 36' |       |        | Stade Mustapha Ben Jannet, Monastir Toeschouwers: 1.500 Scheidsrechter: Abou Coulibaly (CIV) |

|                                                                               |                                             |       |                    |                                                                           |
| 10 september WAFU Nations Cup Eerste ronde № 512 «onderlinge duels» 18:00 uur | Guinee                                      | 2 – 1 | Guinee-Bissau      | Cape Coaststadion, Cape Coast Scheidsrechter: Kouassi Fredéric Biro (CIV) |
| 10 september WAFU Nations Cup Eerste ronde № 512 «onderlinge duels» 18:00 uur | Sekou Keita 32' (pen.) Abdoulaye Camara 40' |       | 15' Gilson Correia | Cape Coaststadion, Cape Coast Scheidsrechter: Kouassi Fredéric Biro (CIV) |

|                                                                             |                                   |       |     |                                                                    |
| 14 september WAFU Cup of Nations Groep 1 № 513 «onderlinge duels» 18:00 uur | Ghana                             | 2 – 0 | GUI | Cape Coaststadion, Cape Coast Scheidsrechter: Yanissou Bebou (TOG) |
| 14 september WAFU Cup of Nations Groep 1 № 513 «onderlinge duels» 18:00 uur | Samuel Sarfo 48' Kwame Kizito 77' |       |     | Cape Coaststadion, Cape Coast Scheidsrechter: Yanissou Bebou (TOG) |

|                                                                             |        |       |         |                                                                  |
| 16 september WAFU Cup of Nations Groep 1 № 514 «onderlinge duels» 15:00 uur | Guinee | 0 – 0 | Nigeria | Cape Coaststadion, Cape Coast Scheidsrechter: Daouda Gueye (SEN) |
| 16 september WAFU Cup of Nations Groep 1 № 514 «onderlinge duels» 15:00 uur |        |       |         | Cape Coaststadion, Cape Coast Scheidsrechter: Daouda Gueye (SEN) |

|                                                                             |                     |       |                             |                                                              |
| 18 september WAFU Cup of Nations Groep 1 № 515 «onderlinge duels» 18:00 uur | Guinee              | 1 – 1 | Mali                        | Nduomstadion, Elmina Scheidsrechter: Boukari Ouedraogo (BUR) |
| 18 september WAFU Cup of Nations Groep 1 № 515 «onderlinge duels» 18:00 uur | Abdoulaye Camara 7' |       | 78' (e.d.) Abdoulaye Camara | Nduomstadion, Elmina Scheidsrechter: Boukari Ouedraogo (BUR) |

|                                                                           |                |       |                                                                                     |                                                                                         |
| 7 oktober Kwalificatie WK 2018 Groep A № 516 «onderlinge duels» 17:00 uur | Guinee         | 1 – 4 | Tunesië                                                                             | Stade du 28 Septembre, Conakry Toeschouwers: 12.000 Scheidsrechter: Janny Sikazwe (ZAM) |
| 7 oktober Kwalificatie WK 2018 Groep A № 516 «onderlinge duels» 17:00 uur | Naby Keïta 36' |       | 45' Youssef Msakni 74' Youssef Msakni 83' Mohamed Amine Ben Amor 90' Youssef Msakni | Stade du 28 Septembre, Conakry Toeschouwers: 12.000 Scheidsrechter: Janny Sikazwe (ZAM) |

|                                                                             |                                                                               |       |                      |                                                                                   |
| 11 november Kwalificatie WK 2018 Groep A № 517 «onderlinge duels» 18:30 uur | Congo-Kinshasa                                                                | 3 – 1 | Guinee               | Stade des Martyrs, Kinshasa Toeschouwers: 3.000 Scheidsrechter: Sidi Alioum (CMR) |
| 11 november Kwalificatie WK 2018 Groep A № 517 «onderlinge duels» 18:30 uur | Ousmane Sidibé 61' (e.d.) Jonathan Bolingi 90+2' (pen.) Neeskens Kebano 90+3' |       | 76' Keita Karamokoba | Stade des Martyrs, Kinshasa Toeschouwers: 3.000 Scheidsrechter: Sidi Alioum (CMR) |

### 2018
|                                                                                       |                 |       |                                       |                                                                                                   |
| 13 januari African Championship of Nations Groep A № 518 «onderlinge duels» 14:30 uur | Guinee          | 1 – 2 | Soedan                                | Stade Mohammed V, Casablanca Toeschouwers: 9.000 Scheidsrechter: Hélder Martins de Carvalho (ANG) |
| 13 januari African Championship of Nations Groep A № 518 «onderlinge duels» 14:30 uur | Keita Souza 56' |       | 20' Mohamed Koko 75' Saifeldin Bakhit | Stade Mohammed V, Casablanca Toeschouwers: 9.000 Scheidsrechter: Hélder Martins de Carvalho (ANG) |

|                                                                                       |                                                          |       |                     |                                                                                       |
| 17 januari African Championship of Nations Groep A № 519 «onderlinge duels» 16:30 uur | Marokko                                                  | 3 – 1 | Guinee              | Stade Mohammed V, Casablanca Toeschouwers: 9.000 Scheidsrechter: Abou Coulibaly (CIV) |
| 17 januari African Championship of Nations Groep A № 519 «onderlinge duels» 16:30 uur | Ayoub El Kaabi 27' Ayoub El Kaabi 64' Ayoub El Kaabi 68' |       | 28' Saïdouba Camara | Stade Mohammed V, Casablanca Toeschouwers: 9.000 Scheidsrechter: Abou Coulibaly (CIV) |

|                                                                                       |            |                      |        |                                                                    |
| 21 januari African Championship of Nations Groep A № 520 «onderlinge duels» 19:00 uur | Mauritanië | 0 – 1                | Guinee | Stade de Marrakech, Marrakech Scheidsrechter: Jackson Pavaza (NAM) |
| 21 januari African Championship of Nations Groep A № 520 «onderlinge duels» 19:00 uur |            | 15' Ibrahima Sankhon |        | Stade de Marrakech, Marrakech Scheidsrechter: Jackson Pavaza (NAM) |

|                                                               |                                            |       |        |                                                                                |
| 24 maart Vriendschappelijk № 521 «onderlinge duels» 16:00 uur | Mauritanië                                 | 2 – 0 | Guinee | Stade Cheikha Ould Boïdiya, Nouakchott Scheidsrechter: Harouna Coulibaly (MLI) |
| 24 maart Vriendschappelijk № 521 «onderlinge duels» 16:00 uur | Moctar El Hacen 52' Cheikh El Voullany 70' |       |        | Stade Cheikha Ould Boïdiya, Nouakchott Scheidsrechter: Harouna Coulibaly (MLI) |

### 2019
FGF · A-internationals · Guinees vrouwenelftal
1960-1969 ·
1970-1979 ·
1980-1989 ·
1990-1999 ·
2000-2009 ·
2010-2019 ·
2020-2029
AC 1970 ·
AC 1974 ·
AC 1976 ·
AC 1980 ·
AC 1994 ·
AC 1998 ·
AC 2004 ·
AC 2006 ·
AC 2008 ·
AC 2012
1962 ·
1963 ·
1964 ·
1965 ·
1966 ·
1967 ·
1968 ·
1969 ·
1970 ·
1971 ·
1972 ·
1973 ·
1974 ·
1975 ·
1976 ·
1977 ·
1978 ·
1979 ·
1980 ·
1981 ·
1982 ·
1983 ·
1984 ·
1985 ·
1986 ·
1987 ·
1988 ·
1989 ·
1990 ·
1991 ·
1992 ·
1993 ·
1994 ·
1995 ·
1996 ·
1997 ·
1998 ·
1999 ·
2000 ·
2001 ·
2002 ·
2003 ·
2004 ·
2005 ·
2006 ·
2007 ·
2008 ·
2009 ·
2010 ·
2011 ·
2012 ·
2013 ·
2014 ·
2015 ·
2016 ·
2017 ·
2018 ·
2019 ·
2020 ·
2021 ·
2022 ·
2023 ·
2024
Algerije ·
Angola ·
Benin ·
Bermuda ·
Botswana ·
Brazilië ·
Burkina Faso ·
Burundi ·
Cambodja ·
Centraal-Afrikaanse Republiek ·
Chili ·
China ·
Comoren ·
Congo-Brazzaville ·
Congo-Kinshasa ·
DDR ·
Egypte ·
Equatoriaal-Guinea ·
Ethiopië ·
Gabon ·
Gambia ·
Ghana ·
Guinee-Bissau ·
Indonesië ·
Irak ·
Iran ·
Ivoorkust ·
Kaapverdië ·
Kameroen ·
Kenia ·
Kosovo ·
Lesotho ·
Liberia ·
Libië ·
Madagaskar ·
Malawi ·
Mali ·
Marokko ·
Mauritanië ·
Mauritius ·
Mozambique ·
Namibië ·
Niger ·
Nigeria ·
Noord-Korea ·
Oeganda ·
Rwanda ·
Senegal ·
Sierra Leone ·
Soedan ·
Somalië ·
Swaziland ·
Tanzania ·
Togo ·
Tsjaad ·
Tunesië ·
Turkije ·
Vanuatu ·
Venezuela ·
Vietnam ·
Zaïre ·
Zambia ·
Zimbabwe ·
Zuid-Afrika ·
Zuid-Jemen
AFC-zone: Afghanistan · Australië · Bahrein · Bangladesh · Bhutan · Brunei · Cambodja · China · Chinees Taipei · Filipijnen · Guam · Hongkong · India · Indonesië · Iran · Irak · Japan · Jemen · Jordanië · Koeweit · Kirgizië · Laos · Libanon · Macau · Maleisië · Maldiven · Mongolië · Myanmar · Nepal · Noord-Korea · Oezbekistan · Oman · Oost-Timor · Pakistan · Palestina · Qatar · Saoedi-Arabië · Singapore · Sri Lanka · Syrië · Tadjikistan · Thailand · Turkmenistan · Verenigde Arabische Emiraten · Vietnam · Zuid-Korea

CAF-zone: Algerije · Angola · Benin · Botswana · Burkina Faso · Burundi · Centraal-Afrikaanse Republiek · Comoren · Congo-Brazzaville · Congo-Kinshasa · Djibouti · Egypte · Equatoriaal-Guinea · Eritrea · Ethiopië · Gabon · Gambia · Ghana · Guinee · Guinee-Bissau · Ivoorkust · Kaapverdië · Kameroen · Kenia · Lesotho · Liberia · Libië · Madagaskar · Malawi · Mali · Mauritanië · Mauritius · Marokko · Mozambique · Namibië · Niger · Nigeria · Oeganda · Rwanda · Sao Tomé en Principe · Senegal · Seychellen · Sierra Leone · Soedan · Somalië · Swaziland · Tanzania · Togo · Tsjaad · Tunesië · Zambia · Zimbabwe · Zuid-Afrika · Zuid-Soedan 

CONCACAF-zone: Amerikaanse Maagdeneilanden · Anguilla · Antigua en Barbuda · Aruba · Bahama's · Barbados · Belize · Bermuda · Britse Maagdeneilanden · Canada · Kaaimaneilanden · Costa Rica · Cuba · Curaçao · Dominica · Dominicaanse Republiek · El Salvador · Frans Guyana · Grenada · Guadeloupe · Guatemala · Guyana · Haïti · Honduras · Jamaica · Martinique · Mexico · Montserrat · 
Nicaragua · Panama · Puerto Rico · Saint Kitts en Nevis · Saint Lucia · Saint Vincent en de Grenadines · Sint Maarten · Suriname · Trinidad en Tobago · Turks- en Caicoseilanden · Verenigde Staten

CONMEBOL-zone: Argentinië · Bolivia · Brazilië · Chili · Colombia · Ecuador · Paraguay · Peru · Uruguay · Venezuela

OFC-zone: Amerikaans-Samoa · Cookeilanden · Fiji · Nieuw-Caledonië · Nieuw-Zeeland · Papoea-Nieuw-Guinea · Samoa · Salomoneilanden · Tahiti · Tonga · Vanuatu

UEFA-zone: Albanië · Andorra · Armenië · Azerbeidzjan · België · Bosnië en Herzegovina · Bulgarije · Cyprus · Denemarken · Duitsland · Engeland · Estland · Faeröer · Finland · Frankrijk · Georgië · Gibraltar · Griekenland · Hongarije · IJsland · Ierland · Israël · Italië · Kazachstan · Kosovo · Kroatië · Letland · Liechtenstein · Litouwen · Luxemburg · Macedonië · Malta · Moldavië · Montenegro · Nederland · Noord-Ierland · Noorwegen · Oekraïne · Oostenrijk · Polen · Portugal · Roemenië · Rusland · San Marino · Schotland · Servië · Slovenië · Slowakije · Spanje · Tsjechië · Turkije · Wales · Wit-Rusland · Zweden · Zwitserland